# 細葉菝葜
細葉菝葜（学名：[Smilax elongato-umbellata] 错误：{{Lang}}：文本有斜体标记（帮助）），又名和社菝葜，为菝葜科菝契屬下的一个种。

## 扩展阅读
- 維基物種上的相關：細葉菝葜